# بام سانت كليمنت
بام سانت كليمنت (بالإنجليزية: Pam St. Clement)‏ هي كاتبة سير ذاتية وممثلة بريطانية، ولدت في 12 مايو 1942 في Harrow on the Hill ‏ في المملكة المتحدة.

## وصلات خارجية
- بام سانت كليمنت على موقع IMDb (الإنجليزية)
- بام سانت كليمنت على موقع قاعدة بيانات الفيلم (الإنجليزية)